# Albireo (Schiff, 1973)
Die Albireo (あるびれお) war ein 1973 in Dienst gestelltes Fährschiff der japanischen Reederei Taiheiyō Ferry. Sie blieb bis 1989 in japanischen Gewässern im Einsatz und hatte anschließend eine mehr als zwanzig Jahre andauernde Dienstzeit im Mittelmeerraum unter verschiedenen Namen und Eignern. Nach seiner Ausmusterung 2010 ging das Schiff zum Abbruch ins indische Alang.

## Geschichte
Die Albireo entstand unter der Baunummer 250 in der Werft von Naikai Zōsen in Setoda und lief 1972 vom Stapel. Nach der Ablieferung an Taiheiyō Ferry am 10. Januar 1973 nahm sie im Februar 1973 den Fährdienst von Nagoya nach Sendai und Tomakomai auf. Ihr älteres Schwesterschiff war die 1972 fertiggestellte und 2011 abgewrackte Arkas, die während ihrer gesamten Dienstzeit über für dieselben Eigner wie die Albireo fuhr.
Nach 16 Dienstjahren in Japan wurde die Albireo 1989 an die griechische Reederei Strintzis Lines verkauft und in Ionian Island umbenannt. Nach Umbauarbeiten in Perama nahm das Schiff im Juni 1990 den Dienst von Ancona nach Korfu, Igoumenitsa und Patras auf. Ab 1995 lief es zudem Venedig an. 1999 wurde die nun von Superfast Ferries bereederte Fähre auf die Patras-Igoumenitsa-Bari-Route verlegt.
2000 erhielt das Schiff den Namen Blue Island, anstatt Bari lief es fortan von Patras und Igoumenitsa aus die Häfen von Korfu, Venedig und Ancona an. Im Januar 2001 folgte die Verlegung auf die Strecke von Patras nach Brindisi. Seit Mai 2001 fuhr die Fähre als Çeşme 1 zuerst unter Charter der Turkish Marmara Lines nach Çeşme und ab Mai 2003 für Algérie Ferries im Dienst nach Algerien. Letzter Eigner des nun in Merdif 1 umbenannten Schiffes wurde im September 2004 die Reederei Marco Shipping mit Sitz in Panama.
Nach insgesamt 37 Dienstjahren ging die Merdif 1 im Juli 2010 an eine Abwrackwerft im indischen Alang, wo sie am 10. Juli 2010 eintraf und am 18. Juli zum Abbruch auf den Strand gezogen wurde.